# Yvona Brzáková
Yvona Brzáková (* 23. dubna 1956, Levoča) je bývalá československá profesionální tenistka. Ve své kariéře na okruhu WTA Tour vyhrála jeden turnaj ve čtyřhře a jednou se probojovala do finále.

## Sportovní kariéra
V roce 1974 vyhrála dvouhru dorostenek na mistrovství ČSSR. Roku 1976 se stala spolu s Leou Plchovou mistryní České socialistické republiky ve čtyřhře žen v Plzni. V roce 1977 zvítězila ve dvouhře žen mistrovství ČSR dospělých a na šampionátu ČSSR triumfovala s Kateřinou Skronskou ve čtyřhře.
V sezóně 1979 se probojovala do finále dvouhry mistrovství Švýcarska v Gstaadu a vyhrála událost v italské Modeně. V roce 1981 získala mistrovský titul ČSSR ve čtyřhře žen spolu s Helenou Sukovou.
Na žebříčku WTA byla postupně klasifikována na 99. (1981), 156. (1982) a 146. (1983) místě ve dvouhře.

## Finálové účasti na turnajích WTA Tour a ITF

### Čtyřhra (2)

#### Vítězka (1)
| Č. | Datum             | Turnaj                                           | Povrch | Spoluhráčka      | Finalistky                         | Výsledek |
| 1. | 19. července 1982 | Sparkassen Austrian Cup, ITF Kitzbühel, Rakousko | antuka | Kateřina Böhmová | Jill Pattersonová Courtney Lordová | 6–1, 7–5 |

#### Finalistka (1)
| Č. | Datum         | Turnaj                           | Povrch      | Spoluhráčka       | Vítězky                           | Výsledek |
| 1. | 1. února 1982 | Avon Futures of Ogden Ogden, USA | koberec (h) | Marcela Skuherská | Catherine Tanvierová Iva Budařová | 6–3, 6–2 |